# حلبان، ادلب
حلبان (به عربی: حلبان) یک روستا در سوریه است که در ناحیه سنجار واقع شده‌است. حلبان ۵۳۰ نفر جمعیت دارد.